# 代々木公園駅
代々木公園駅（よよぎこうえんえき）は、東京都渋谷区富ヶ谷一丁目にある、東京地下鉄（東京メトロ）千代田線の駅である。駅番号はC 02。

## 歴史
- 1962年（昭和37年）：都市交通審議会答申第6号において、東京8号線が規定される。
- 1964年（昭和39年）12月6日の建設省告示3379号で、第6号答申の東京8号線は東京9号線として確定し、代々木八幡駅（仮称）の設置が正式に決定。
- 1972年（昭和47年）10月20日：帝都高速度交通営団（営団地下鉄）千代田線、霞ケ関 - 当駅間開通により、千代田線の終着駅「代々木公園駅」として開業。小田急電鉄代々木八幡駅との乗換業務を開始。
- 1978年（昭和53年）3月31日：営団地下鉄千代田線、当駅 - 代々木上原間開業。千代田線の途中駅となる。小田急電鉄代々木八幡駅との連絡運輸を解消。
- 2004年（平成16年）4月1日：帝都高速度交通営団（営団地下鉄）民営化に伴い、当駅は東京地下鉄（東京メトロ）に継承される[1]。
- 2007年（平成19年）3月18日：ICカード「PASMO」の利用が可能となる[2]。
- 2018年（平成30年）10月6日：ホームドアの使用を開始。発車メロディを導入。

## 駅構造
地下2階に島式ホーム1面2線を有する地下駅。ホーム全体が若干湾曲している。地下1階の表参道駅寄りには代々木変電所（地下変電所）と後述の地下留置線の引き上げ線がある。
2018年8月、千代田線では北綾瀬駅・綾瀬駅に次いでホームドアが設置され、10月6日に稼働開始した。
| 番線 | 路線     | 行先                     |
| ---- | -------- | ------------------------ |
| 1    | 千代田線 | 代々木上原・伊勢原方面   |
| 2    | 千代田線 | 北綾瀬・我孫子・取手方面 |

（出典：東京メトロ:構内図）

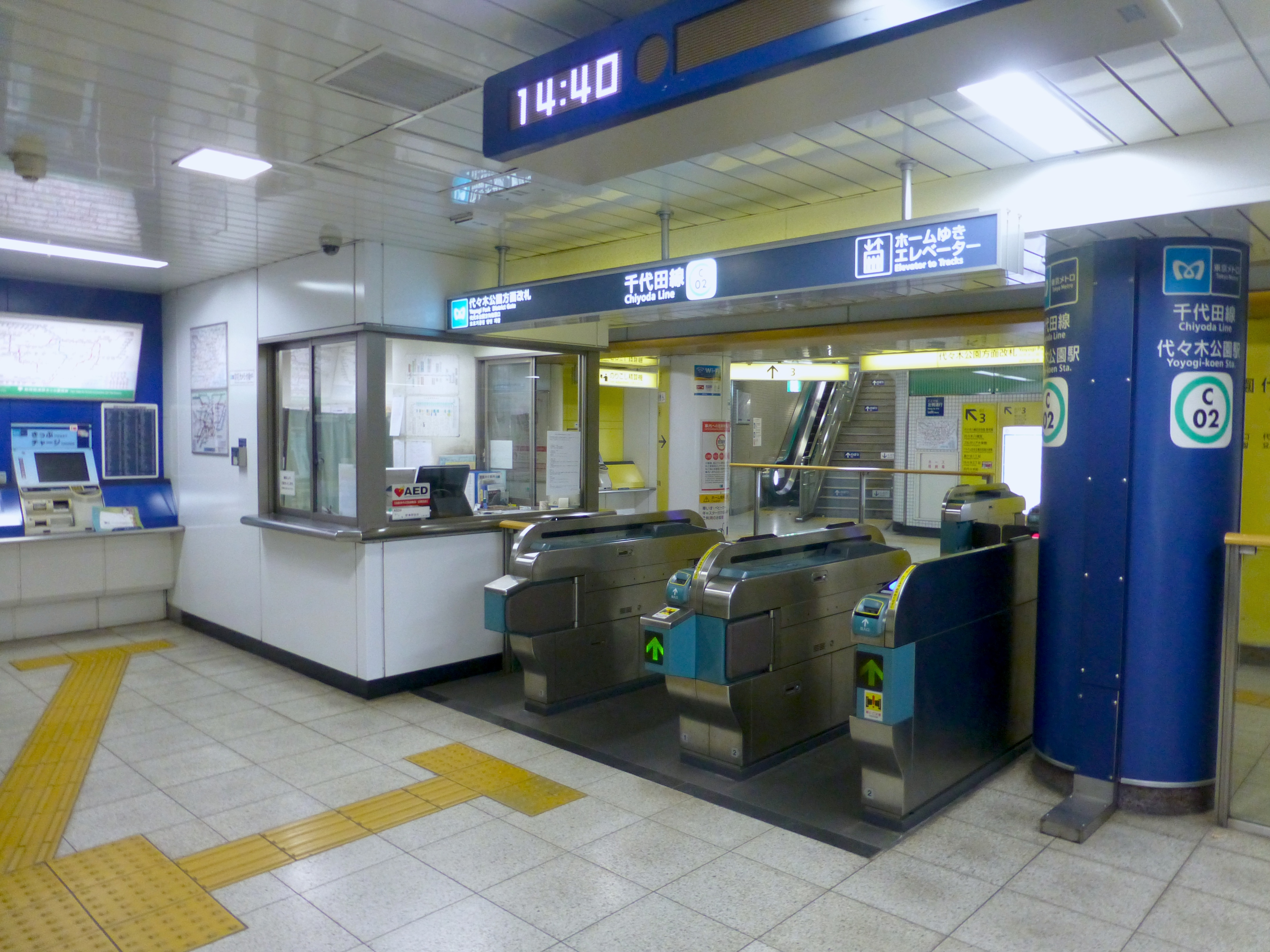
代々木公園方面改札（2016年1月16日）
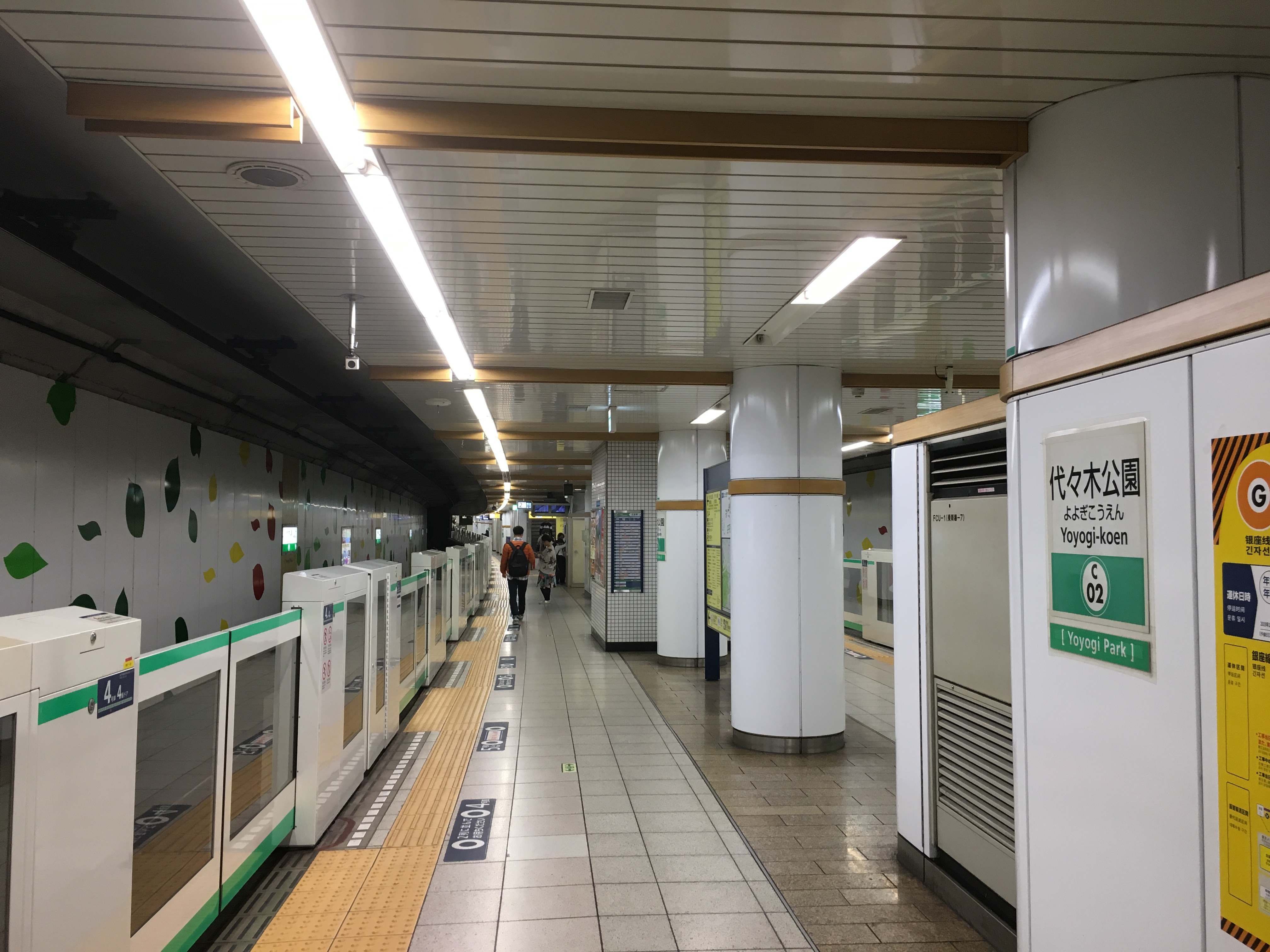
ホーム（2019年11月17日）

### 発車メロディ
ホームドアの稼働開始に合わせて、スイッチ制作の発車メロディ（発車サイン音）の使用も開始した。
曲は1番線が「常磐木」、2番線が「若葉の散歩道」（いずれも福嶋尚哉作曲）である。

### 駅構内設備
- 改札口は地下1階に2か所（西側代々木八幡方面出入口1と東側外代々木公園方面出入口2 - 4）、ホームは地下2階にある。
- トイレは地下1階両側改札外にある。八幡口方面には多機能トイレが併設されている。
- エレベーターはホーム階から改札階、改札階と地上間に設置されている。地上の出入口は代々木公園側の4番出入口脇にある。
- エスカレーターは地下1階西側と地下2階を連絡しているほか、3番出入口にも設置されている。

### 留置線
当駅の明治神宮前寄り・代々木公園の直下には10両編成8本が収容可能な地下留置線があるほか、地下留置線から伸びる引き上げ線（ピット構造）が当駅ホームと並行して設けられている）。明治神宮前寄りには両渡り線があり、留置線への出入庫や、輸送障害で代々木上原駅での折り返しができない場合に使われる。なお、定期ダイヤでは当駅始終着列車の設定はない。
表参道駅から当駅に向かっては（駅間）、上り29 ‰→上り25 ‰→下り2 ‰→下り 8‰→下り35‰の勾配となっている。このため、駅間の留置線と本線の交差部は同一レベル（下り 8‰勾配付近で交差）であるが、本線は当駅手前で下り35‰の勾配となることから、当駅部では本線・駅ホームは地下2階、引き上げ線（ピット構造）は地下1階となる。

## 利用状況
2024年度の1日平均乗降人員は28,862人であり、東京メトロ全130駅中111位。千代田線の駅の中で最も少ない数値である。
近年の1日平均乗降・乗車人員推移は下表の通り。
| 年度               | 1日平均 乗降人員 | 1日平均 乗車人員 | 出典     |
| ------------------ | ---------------- | ---------------- | -------- |
| 1990年（平成02年） |                  | 8,868            | [ * 1 ]  |
| 1991年（平成03年） |                  | 8,956            | [ * 2 ]  |
| 1992年（平成04年） | 17,205           | 8,959            | [ * 3 ]  |
| 1993年（平成05年） | 17,415           | 8,910            | [ * 4 ]  |
| 1994年（平成06年） | 17,298           | 8,789            | [ * 5 ]  |
| 1995年（平成07年） | 16,940           | 8,656            | [ * 6 ]  |
| 1996年（平成08年） | 16,846           | 8,625            | [ * 7 ]  |
| 1997年（平成09年） | 16,896           | 8,699            | [ * 8 ]  |
| 1998年（平成10年） | 16,736           | 8,622            | [ * 9 ]  |
| 1999年（平成11年） | 16,913           | 8,708            | [ * 10 ] |
| 2000年（平成12年） | 17,216           | 8,926            | [ * 11 ] |
| 2001年（平成13年） | 17,241           | 9,014            | [ * 12 ] |
| 2002年（平成14年） | 17,803           | 9,142            | [ * 13 ] |
| 2003年（平成15年） | 18,351           | 9,440            | [ * 14 ] |
| 2004年（平成16年） | 18,670           | 9,545            | [ * 15 ] |
| 2005年（平成17年） | 18,986           | 9,707            | [ * 16 ] |
| 2006年（平成18年） | 19,413           | 9,981            | [ * 17 ] |
| 2007年（平成19年） | 19,995           | 10,210           | [ * 18 ] |
| 2008年（平成20年） | 20,806           | 10,542           | [ * 19 ] |
| 2009年（平成21年） | 21,307           | 10,748           | [ * 20 ] |
| 2010年（平成22年） | 21,744           | 10,961           | [ * 21 ] |
| 2011年（平成23年） | 21,354           | 10,838           | [ * 22 ] |
| 2012年（平成24年） | 22,345           | 11,215           | [ * 23 ] |
| 2013年（平成25年） | 23,581           | 11,904           | [ * 24 ] |
| 2014年（平成26年） | 24,512           | 12,284           | [ * 25 ] |
| 2015年（平成27年） | 25,600           | 12,820           | [ * 26 ] |
| 2016年（平成28年） | 26,767           | 13,427           | [ * 27 ] |
| 2017年（平成29年） | 28,031           | 14,052           | [ * 28 ] |
| 2018年（平成30年） | 28,807           | 14,384           | [ * 29 ] |
| 2019年（令和元年） | 29,250           | 14,617           | [ * 30 ] |
| 2020年（令和02年） | 19,433           |                  |          |
| 2021年（令和03年） | 21,433           |                  |          |
| 2022年（令和04年） | 24,257           |                  |          |
| 2023年（令和05年） | 27,333           |                  |          |
| 2024年（令和06年） | 28,862           |                  |          |

## 駅周辺
1番出入口
- 渋谷区代々木八幡区民会館・代々木八幡敬老館
- 渋谷区立富ヶ谷図書館
- 駐日ベトナム社会主義共和国大使館
- 駐日ブルガリア共和国大使館
- 東海大学 代々木キャンパス
- 東海大学付属望星高等学校
- 東京大学 駒場地区キャンパス
- 井上病院
- 代々木八幡宮
- 渋谷富ケ谷一郵便局
- 元代々木郵便局
- Hakuju Hall
- 電気安全環境研究所
- 東京都道317号環状六号線
- 小田急小田原線 代々木八幡駅

2番出入口
- PL東京中央教会
  - PL東京健康管理センター
- 井ノ頭通り

3番出入口
- 代々木深町小公園
- 株式会社明治アドエージェンシー

4番出入口
- 代々木公園
- NHKホール
- 国立代々木競技場
- NHK放送センター

## バス路線
駅付近にある井ノ頭通り上の代々木公園駅、富ヶ谷が最寄り停留所となる。東京都交通局、京王バスにより運行される以下の路線が発着する。
代々木公園駅
- 宿51系統：新宿駅西口行、渋谷区役所経由渋谷駅行（京王）
- 050系統：バスターミナル東京八重洲行（京王）

富ヶ谷
- 渋63系統：新国立劇場前経由中野車庫行 / 幡ヶ谷経由中野駅南口行、渋谷区役所経由渋谷駅行（京王）
- 渋64系統：弥生町一丁目経由中野車庫行 / 中野坂上経由中野駅南口行、渋谷区役所経由渋谷駅行（京王）
- 渋66系統：阿佐ヶ谷駅前（阿佐ヶ谷駅）行・杉並車庫前行・方南八幡通り行、渋谷駅前（渋谷駅）行 （都営、京王）
- 渋68系統：代々木上原駅経由大原一丁目行、代々木上原駅・大原一丁目経由永福町行、渋谷区役所経由渋谷駅行（京王。永福町行と朝8時台のうち2便（永福町始発）は永福町営業所担当）
- 渋69系統：代々木上原駅経由笹塚駅循環、渋谷区役所経由渋谷駅行（京王）
- ハチ公バス春の小川ルート：渋谷区役所行（京王）

## 隣の駅
東京地下鉄（東京メトロ）
 千代田線

代々木上原駅 (C 01) - 代々木公園駅 (C 02) - 明治神宮前〈原宿〉駅 (C 03)